# Mochilero

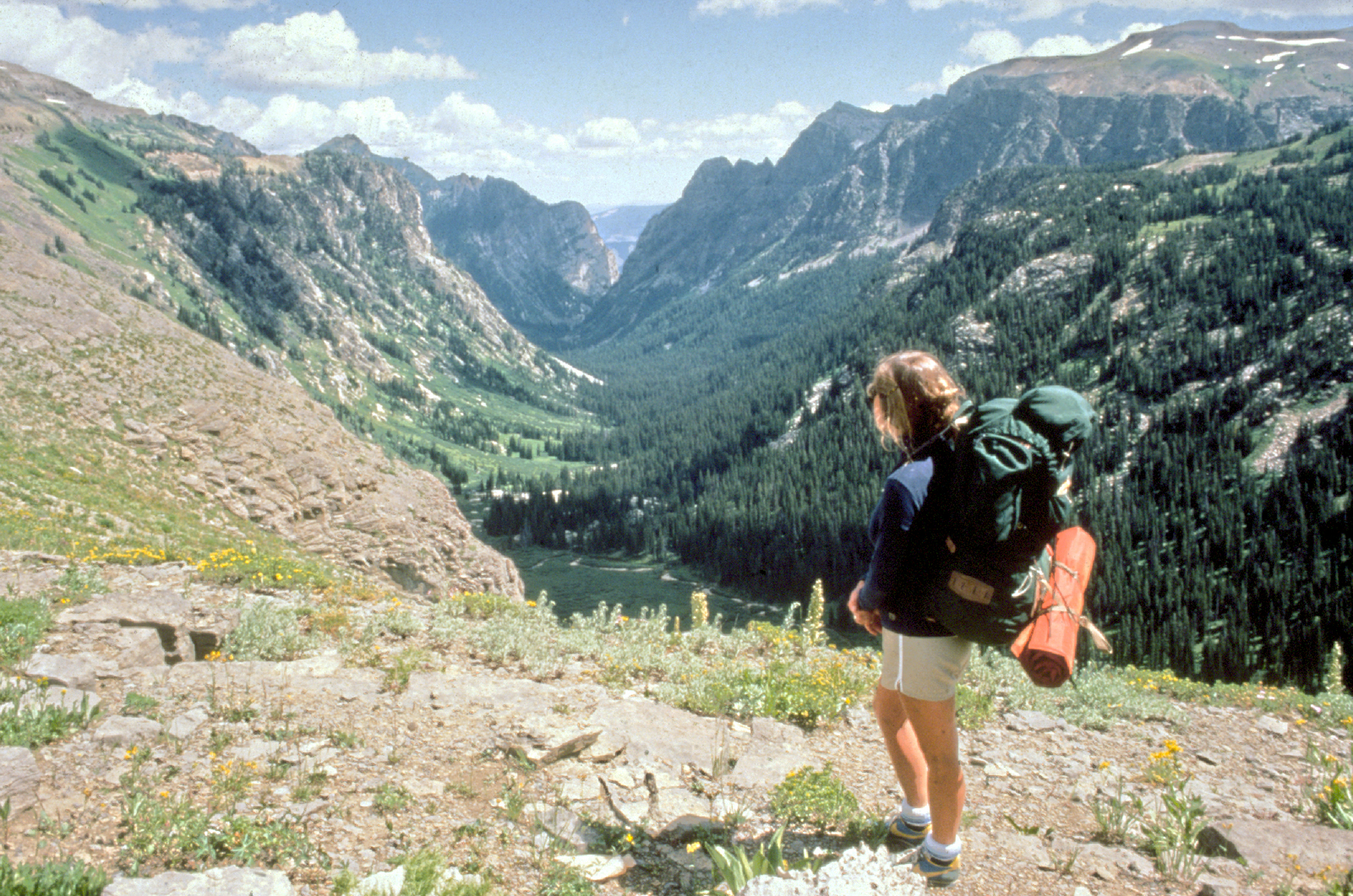
Mochilera en la montaña.

Mochilero es el término con que se denomina a una persona que viaja con su mochila a cuestas, practicando el excursionismo o el senderismo, y recorre el camino o resuelve los problemas de su viaje de manera independiente, en vez de optar por tours o agencias que lo hagan por él. No obstante es probable que haga uso de estos servicios en casos excepcionales en lugares donde no se permite viajar solo; por ejemplo, lugares históricos (como el Camino Inca en Machu Picchu) áreas protegidas y reservas ecológicas.
Por lo general, el viaje de un mochilero es de duración prolongada (no siendo esta una regla), pudiendo ser de días o semanas, pasando por varios meses e incluso años. Sus motivaciones son variadas; sin embargo todos tienen en común el deseo de conocer lugares y gente de una manera diferente, escapando de los “tours organizados” y lugares o destinos muy "turísticos", permitiendo así crear su propio itinerario de tiempo y destino, como conocer más a fondo la cultura local.
Este turismo alternativo y económico y de mínimo gasto (característica principal) popularmente se conoce en ciertos lugares, (por ejemplo, en España) como turismo de alpargata, y es realizado sobre todo por jóvenes y estudiantes.
Según la Organización Mundial de Turismo (OMT) y la Confederación Mundial sobre Viajes de Jóvenes y Estudiantes (WYSE) el turismo joven representa un 20% de todas las llegadas mundiales. El gasto de estos viajeros jóvenes se ha incrementado en un 40%, el turista joven gasta al menos 1915 euros en un viaje. Además está surgiendo una nueva generación de ‘flashpackers’ o mochileros de más de 30 años, que siguen viajando como lo hacen los más jóvenes, con poco presupuesto. Otro dato interesante es que el 70% de los jóvenes viaja con un propósito: aprender un idioma, voluntariado, estudiar en el extranjero y otros.
Solo en Argentina el número supera los trescientos mil mochileros, número que va en crecimiento cada año.

## Forma de viaje

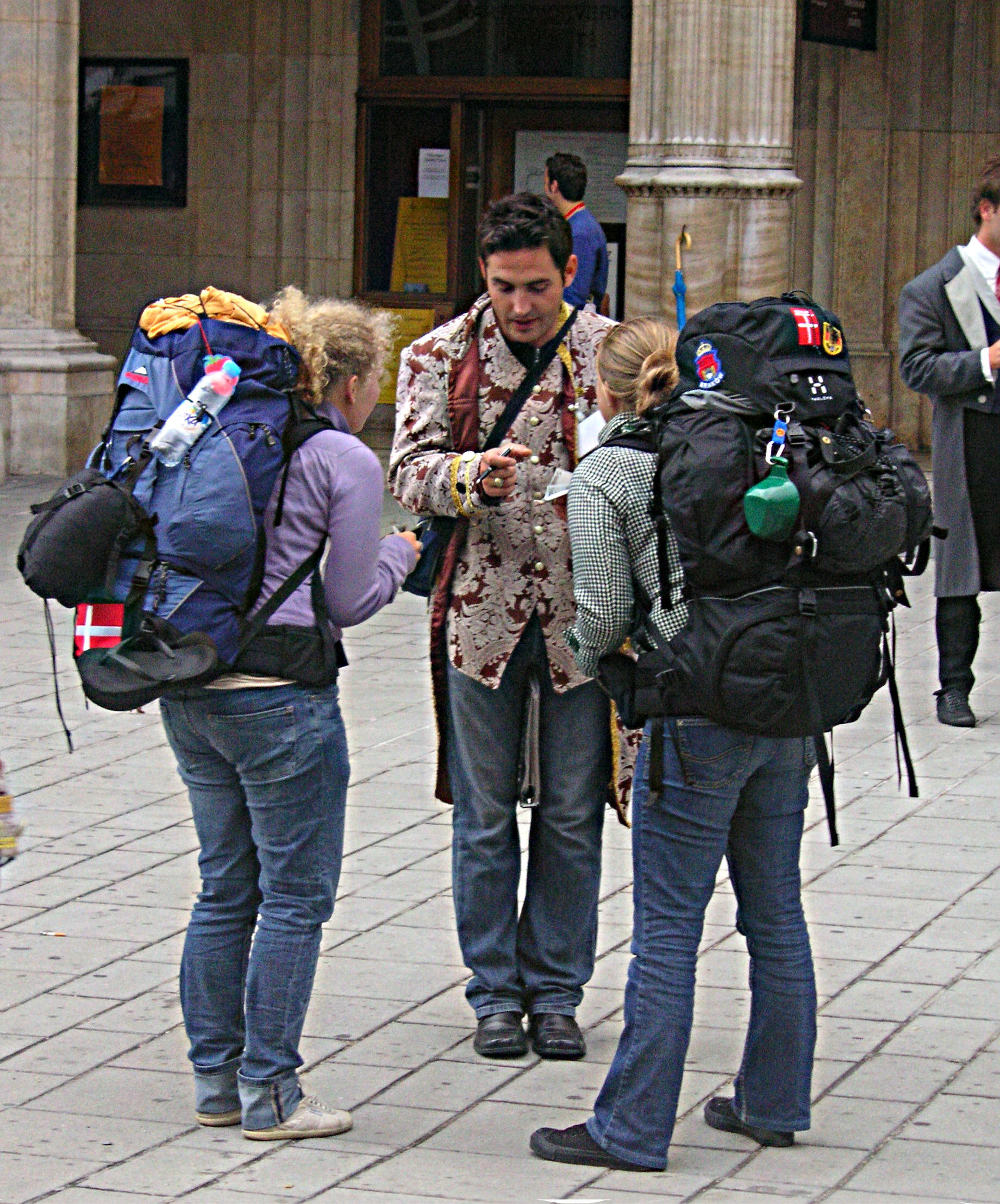
Dos mochileras danesas en frente de la Ópera Estatal de Viena en julio de 2005.

Para ahorrar dinero en su travesía escogen alojamientos baratos como son hostales, redes de hospedaje gratuito, “bed and breakfast” (B&B) u hoteles de bajo precio que ofrecen lo básico para pasar una noche, incluso en algunas ocasiones campings. Pasar la noche a la intemperie, ya sea en tienda de campaña o haciendo vivac, en muchos casos es una elección del viajero, pues le da más libertad y le permite compartir su viaje con la naturaleza. El alojamiento, la alimentación y el transporte son gastos importantes en el presupuesto diario de un mochilero. Para transportarse de un lugar a otro lo más común son los trenes, buses y en muchos países el autostop (o hacer dedo).
Se calcula que el total de gastos, por día, del presupuesto promedio de un mochilero es de 25 dólares, que equivaldrían a 16€, que se desmenuzan en hospedaje, transporte y alimento, básicamente. Las opciones de alojamiento para mochileros son: con carpa en el camping, que muchas veces está un poco alejado del centro de las ciudades, exponiéndose a las inclemencias del clima pero con el plus de poder compartir noches a la luz de la luna.
Los hostels son otra opción atractiva porque por poco dinero puedes dormir en dormitorios comunes, que puedes compartir en forma mixta o en habitaciones sólo para mujeres u hombres y tener una cocina donde preparar las comidas con comodidad. Algunos hostels tienen menús que van incluidos en la tarifa.
Los precios de los hostels se dividen en tres niveles dependiendo del lugar en el que se encuentren: los más caros están en países europeos y Norteamérica, etc; los de valor intermedio en países como Argentina y Sudáfrica, y los más baratos en países como Bolivia, Ecuador y Vietnam, etc. Los precios suelen variar desde 13 a 20 dólares (10 y 15 euros). También puedes elegir hacer couchsurfing (durmiendo en casas de familias) o elegir trabajar por hospedaje y comida con empresas especializadas, como por ejemplo: Worldpackers y Workaway.  

## Peligro
Viajar de esta forma también supone algún tipo de peligro, como la inseguridad según los lugares que visita, y son frecuentes los secuestros, robos y accidentes. Sin embargo muchas de estas circunstancias van de la mano con la prudencia del viajero y su manera de comportarse frente a ambientes y personas desconocidas.

## Variantes

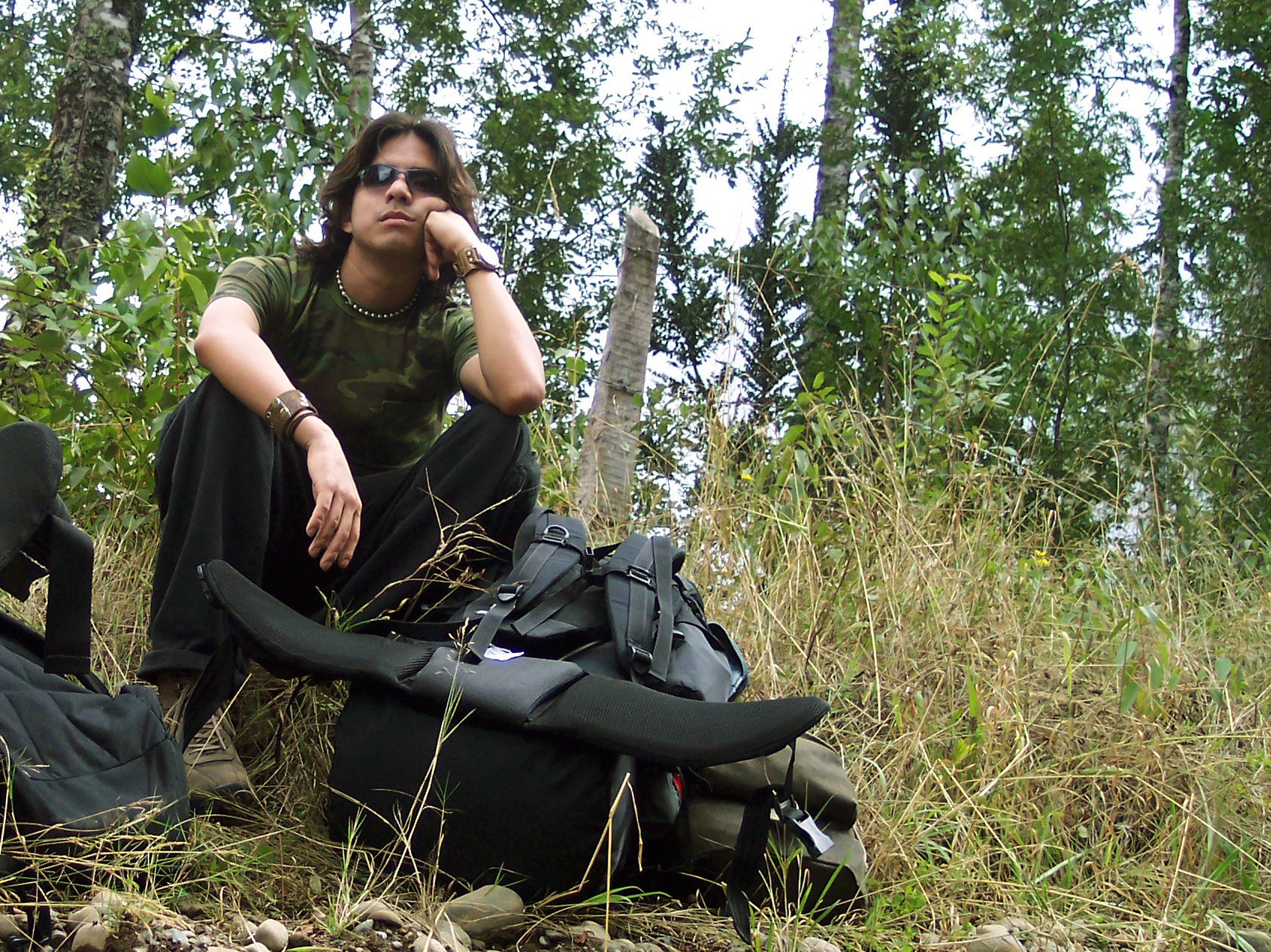
Mochilero descansando en la ruta. Se pueden apreciar las zapatillas de trekking y mochila grande con barras de aluminio.

- Flashpacking y Poshpacking se refieren a viajar con mochila con más dinero y recursos. Las palabras combinan la voz inglesa  backpacking con la voz inglesa flash, un término del argot para referirse a ser elegante o pijo, un adjetivo informal para la clase alta.
- Begpacking combina la mendicidad y el ser mochilero en referencia a personas que mendigan (piden dinero directa o indirectamente), solicitan dinero durante espectáculos callejeros o venden (venden postales u otros artículos pequeños) como una forma de extender sus viajes al extranjero.[3] La tendencia ha generado críticas por quitar dinero a personas que realmente lo necesitan. La mendicidad viajera se ha vuelto algo común en el sudeste asiático y es una tendencia en América del Sur y Corea del Sur, por lo que las autoridades han empezado a tomar medidas sobre este asunto.[4][5]